# Český pavilon na Světové výstavě 2025
Český pavilon na Světové výstavě EXPO 2025 v Ósace, která se koná od 13. dubna do 13. října 2025, je spirálovitá stavba s výškou 17 metrů, která je v současnosti nejvyšší stavbou s masivní dřevěnou konstrukcí v Japonsku. Architekty pavilonu vzešlými z architektonické soutěže jsou Apropos Architects, které vybrala odborná porota z celkem 38 soutěžních návrhů. Kolaudační rozhodnutí bylo vydáno 2. dubna 2025, 11 dní před zahájením výstavy. Pavilon kromě výstavní expozice nabízí multifunkční sál, střešní bar či přízemní českou restauraci. Fasáda pavilonu je tvořená tabulovým uměleckým sklem. Pavilon nabízí dosud největší prezentaci České republiky v oblasti kultury a podnikatelských aktivit na světových výstavách. Původní náklady byly kalkulovány na částku 193 milionů korun, vzhledem k požadavkům japonských úřadů se vyšplhaly na částku 286 milionů Kč.  Generální komisař české účasti je Ondřej Soška a uniformy pro personál navrhl módní návrhář Jan Černý.

## Umělecká díla v interiéru
V interiéru pavilonu je umístěno několik uměleckých instalací na návštěvnické trase, která ve spirále stoupá po obvodu pavilonu. Cesta tematicky vychází z nedokončeného díla malíře Alfonse Muchy Tři věky – Věk lásky, Věk rozumu a Věk moudrosti. Dále se zde nacházejí díla sochaře a designéra Ronyho Plesla, malíře Jakuba Matušky aka Maskera či kolektivu Lunchmeat Studio. Vystavena je malá originální socha od Alfonse Muchy či skleněný maskot René od Reného Roubíčka.

## Kulturní a firemní program
Celkem se po dobu konání výstavy prezentovalo zhruba 30 kulturních projektů vzešlých z veřejné výzvy. Český národní den proběhl 24. července 2025 za účasti členů České filharmonie, Cirk La Putyka, Dětského pěveckého sboru Českého rozhlasu a zpěvačky Aiko. Osobně se ho účastnil prezident Petr Pavel. V multifunkčním sále je umístěn klavír Petrof ozdobený českými krystaly. Kromě umělců dostalo prostor na prezentaci zhruba 100 českých firem.

### Oficiální kulturní program
| Datum                         | Název kulturního programu | Typ vystoupení           | Popis |
| ----------------------------- | --- | ------------------------ | --- |
| 13., 17., 19.–20. 4. 2025     | Ivo Kahánek | Hudba                    | Klavírní vystoupení jednoho z nejznámějších klavíristů své generace |
| 18.–20., 25.–27. 4. 2025      | Duo Jamník | Hudba                    | Hudební vystoupení s repertoárem pro sólové violoncello a smyčcové duo, violoncellista Tomáš Jamník a smyčcové duo Jamník–Jamníková |
| 10.–11. 5. 2025               | Má vlast / Dennis R. Davies a Maki Namekawa | Cross-žánrové vystoupení | Čtyřruční klavírní hra Dennise Russella Daviese a Makiho Namekawy |
| 16.–18. 5. 2025               | MUSIC TALENT SHOWCASE: Nora Lubbadová a Matěj Asahina Kotal                                                                                                   | Hudba                    | Víkend mladých talentů |
| 23.–25. 5. 2025               | 42+PEOPLE: WHERE | Tanec                    | Projekty 42+PEOPLE: WHERE spojují dvě rozdílné, přesto komplementární tvůrčí síly taneční scény: soubor 420PEOPLE a jeho koncept 42+PEOPLE |
| 30. 5.–1. 6. 2025             | Anna Vaverková (v kapelním složení) a animace Rozalie Kolkové                                                                                                 | Hudba a animace          | Série krátkých živých koncertů s repertoárem Anny Vaverkové v obsazení klávesy, kytara, baskytara, perkuse/bicí/drum pad ve vícečlenné kapele |
| 6.–8. 6. 2025                 | Balet Capriccio a Janáčkova hudba / Národní divadlo Brno a Filharmonie Brno                                                                                   | Hudba a balet            | Dvě choreografie na hudbu Leoše Janáčka. První je Capriccio pro klavír levou ruku a dechový soubor a druhou je cyklus klavírních skladeb Po zarostlém chodníčku. Obě díla zahraje český klavírní virtuóz Ivo Kahánek a v Capricciu se k nim připojí členové Filharmonie Brno |
| 13.–15. 6. 2025               | Jan Smigmátor Jazz Band | Hudba                    | Jan Smigmátor na hudební scéně 21. století jde ve stopách swingových legend, jako jsou zpěváci Frank Sinatra, Bobby Darin, Mel Tormé, Nat King Cole a Tony Bennett |
| 20.–22., 27.–29. 6. 2025      | Bára Zmeková ＆ Duo Mikka Mangetsu | Hudba                    | Projekt Báry Zmekové je zaměřen na prezentaci současné české hudební scény prostřednictvím její autorské tvorby ve spojení s japonským duem Mikka Mangetsu |
| 4.–6. 7. 2025                 | LOUTKAŘSKÝ VÍKENDOVÝ SHOWCASE / Tygr v tísni a Musaši Entertainment Company                                                                                   | Loutkové divadlo         | Divadelní představení zdůrazňující důležitou, ale často přehlíženou postavu kulturních dějin 20. století. Loutkový showcase složený ze 3 loutkových inscenací divadelní skupiny: Entomologious, Esej o světle, Fabula Sylvestris. |
| 11.–13. 7. 2025               | Astronaut on Speaker / Nikol Bóková & Jan Bók Vala | Hudba                    | Premiéra nového hudebně-vizuálního pojetí současné jazzové hudby |
| 18. 7. 2025                   | Hudba: Most mezi národy / Martin Vydra a Yoshimi Kawamura | Hudba                    | Koncert s nejkrásnějšími písněmi středoevropských skladatelů z období klasicismu a romantismu v podání barytonisty Martina Vydry a klavíristy Yoshimi Kawamura |
| 19.–21.7. 2025                | Katta | Hudba                    | Speciálně pro EXPO 2025 v Ósace Katta uspořádala hudební set, ve kterém kombinuje skladby ze svého projektu „Piano Songs“ se zvuky varhan |
| 24. 7. 2025 (25.–27. 7. 2025) | Hudba a scénické umění: Národní den – Česká filharmonie ＆ Cirk La Putyka Hudba: Národní den – Dětský pěvecký sbor Českého rozhlasu Hudba: Národní den – Aiko | Český národní den        | Představení propojující smyčcovou sekci České filharmonie a Cirk La Putyka, orámované tematickou osou Chaos. Kruh. Rodina. Kořeny. Tradice. Pohyb. Virtuozita. Cílem vystoupení Dětského sboru Českého rozhlasu (DPS ČRo) je ukázat kvalitu hudebního vzdělávání v Česku a navázat na tradici návštěv českých sborových skupin v Japonsku. Koncert zpěvačky Aiko s živou kapelou za účasti dvou dalších hudebníků |
| 1.–3. 8. 2025                 | Ballet of Tomorrow | Cross-žánrové vystoupení | Fúze tradičního umění a moderních technologií, inspirovaná folklórem Česka a Japonska. Projekt symbolizuje harmonii mezi přírodou, technologií, minulostí a budoucností. |
| 8.–10. 8. 2025                | Akademie úžasu - Spitfire Company & Mime Prague | Divadlo                  | Akademie zázraků se skládá ze tří neverbálních představení dvou divadelních skupin |
| 18. 8. 2025                   | ČÁSLAVSKÁ TOKYO 1964 | Loutkové divadlo         | Divadelní inscenace Čáslavská Tokyo 1964 je česko-japonská koprodukce Divadla Alfa Plzeň a Divadlo PUK v Tokiu. |
| 15.–17., 21.–24. 8. 2025      | Komorní sólisté Českého rozhlasu | Hudba                    | Koncertní vystoupení sólistů Českého rozhlasu |
| 29.–31. 8. 2025               | V E K T R O S K O P | Cross-žánrové vystoupení | V E K T R O S K O P je audiovizuální představení, ve kterém vystupují nejen hudebníci, ale i průmysloví roboti |
| 5.–7. 9. 2025                 | Plzeňská filharmonie | Hudba                    | Program vytváří zajímavé propojení mezi českou a japonskou kulturou |
| 12.–14. 9. 2025               | Nitky vitality – Harmonie tradic a modernity | Cross-žánrové vystoupení | Projekt je unikátní, kurátorsky připravené představení, v němž japonští a čeští umělci vystoupí živě současně v Japonsku a Česku. Koncert propojí český národní pavilon na EXPO 2025 v Ósace s Janáčkovou akademií múzických umění v Brně |
| 19.–21. 9. 2025               | Kristina Barta Kvartet | Hudba                    | Koncert na motivy čtvrtého hudebního alba klavíristky a skladatelky Kristiny Barty |
| 26.–28. 9. 2025               | Hana Hrachovinová & Keiko Hisamoto | Hudba                    | Hudební program, který je nepochybně český, ale zároveň rezonuje s japonskou kulturou a má potenciál promluvit k japonské duši |
| 2.–3. 10. 2025                | Hikobae | Cross-žánrové vystoupení | Sbírka komiksových děl, která se pohybují napříč žánry sociologického komiksu a komiksu s významnou poetickou hodnotou |
| 3.–5. 10. 2025                | Prchlavé partitury - Petr Nikl & kol. | Cross-žánrové vystoupení | Interaktivní hudební a vizuální performance, orámovaná tancem pohybujících se kreslicích objektů, které na zemi zanechávají velkoformátový obraz stopy |
| 10. 10. 2025                  | Chlapecký sbor BONIFANTES | Hudba                    | Těžištěm dramaturgie koncertu bude výběr z díla skladatele Jana Jiráska, držitele několika Českých lvů za filmovou hudbu |

## Po skončení výstavy
Po skončení výstavy Expo se zvažuje prodej pavilonu v Japonsku či do České republiky. Zájem projevilo například město Hradec Králové.

## Galerie

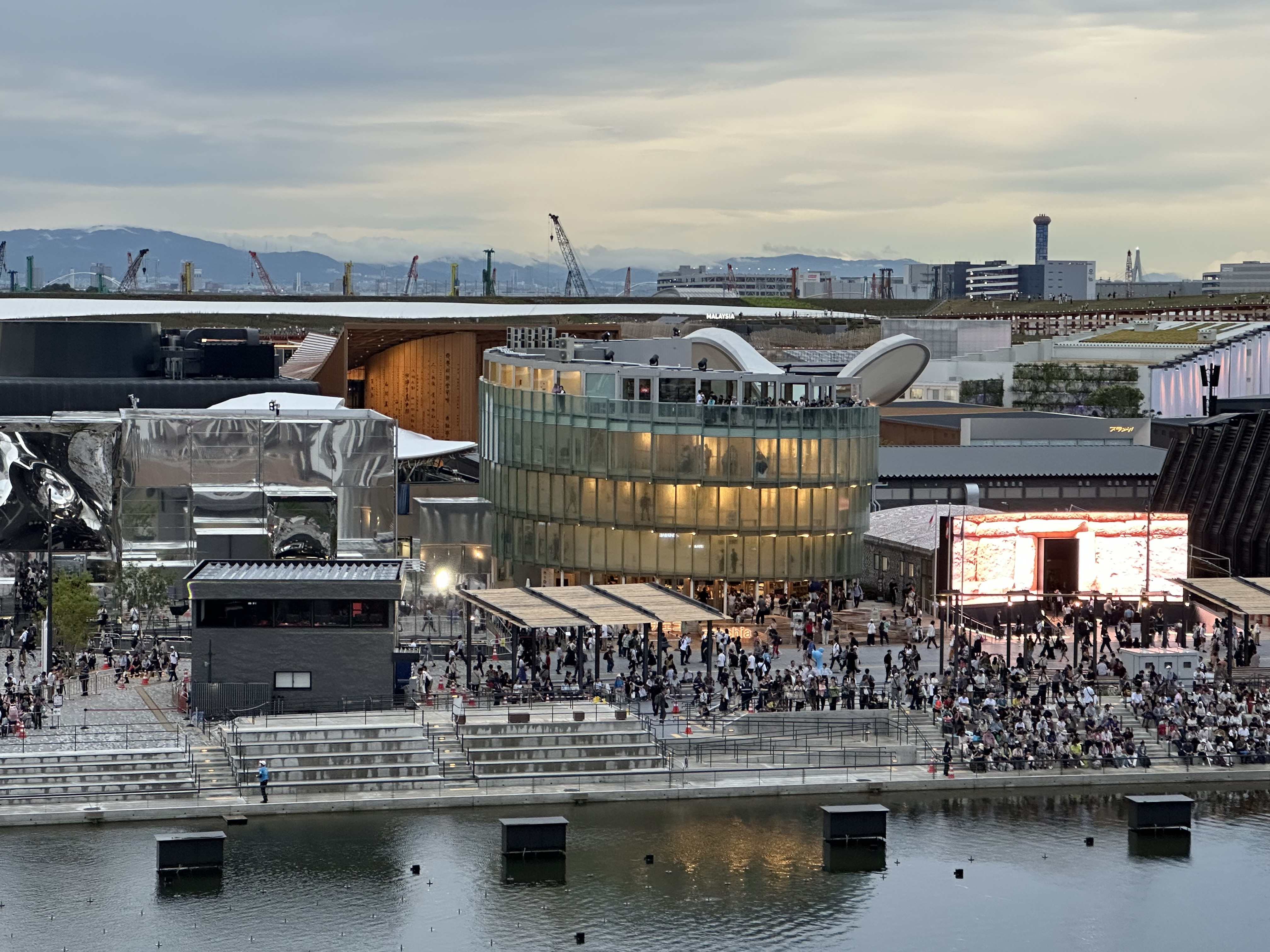
Pavilon z výšky
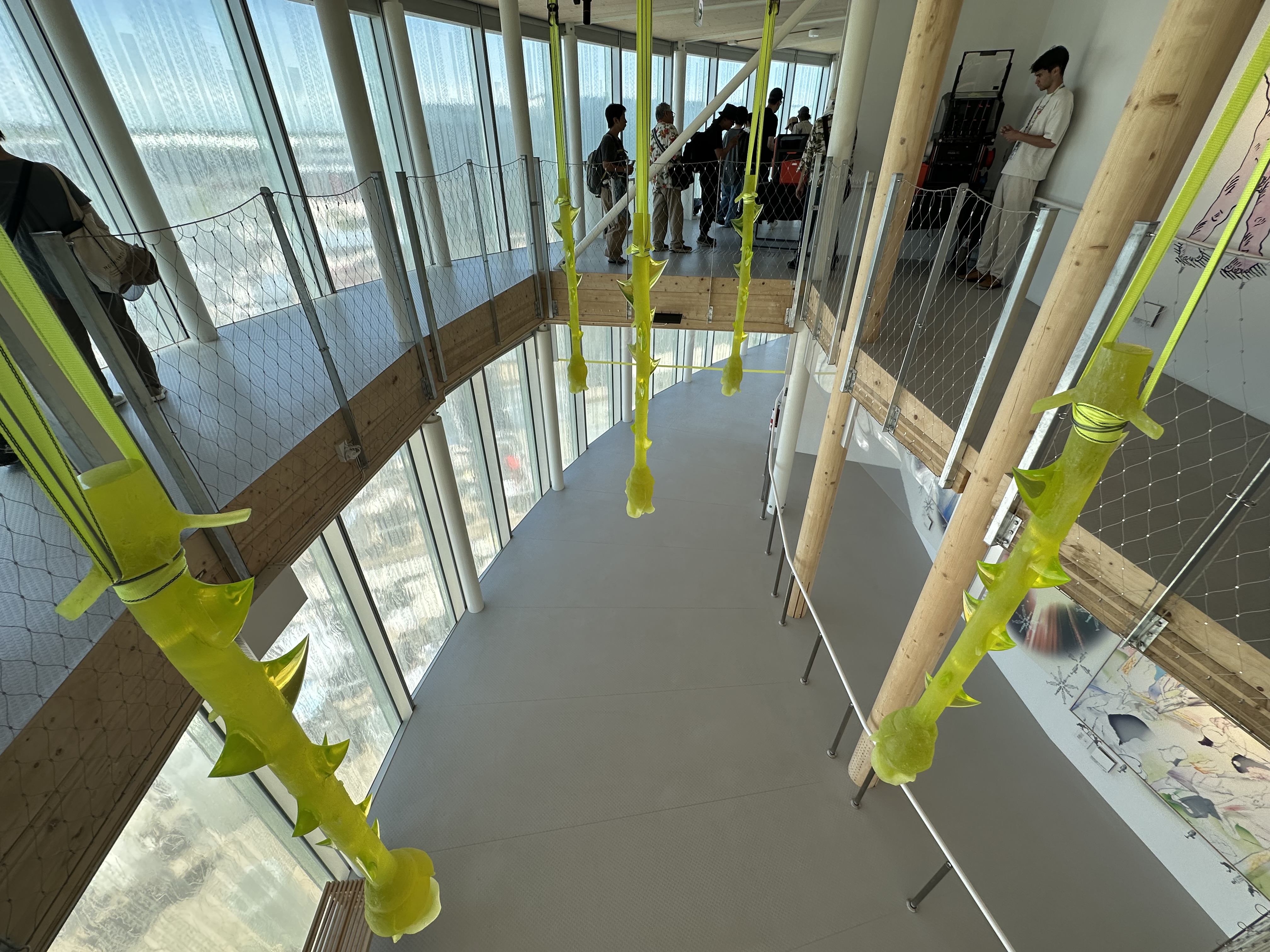
Interiér
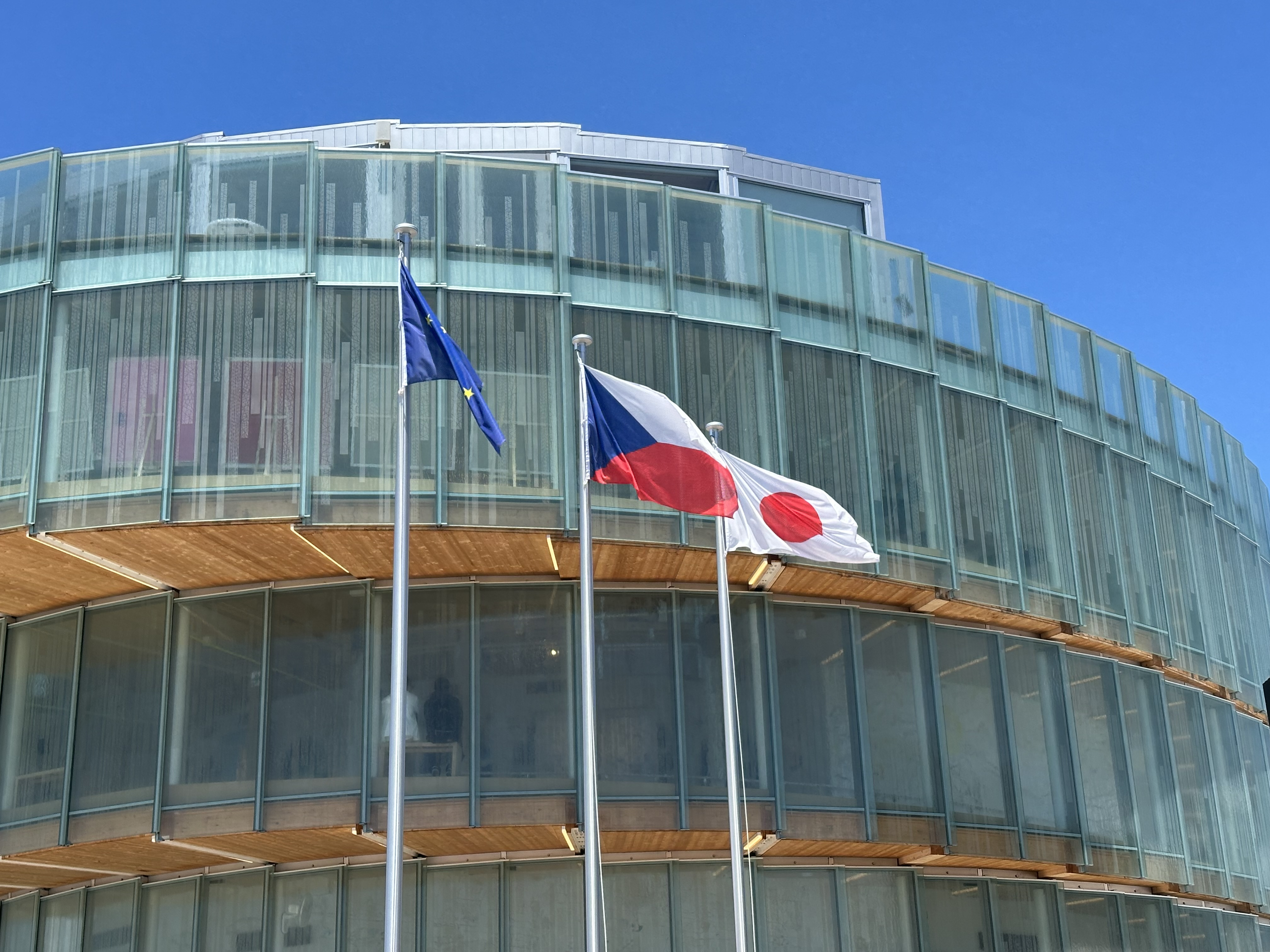
Detail
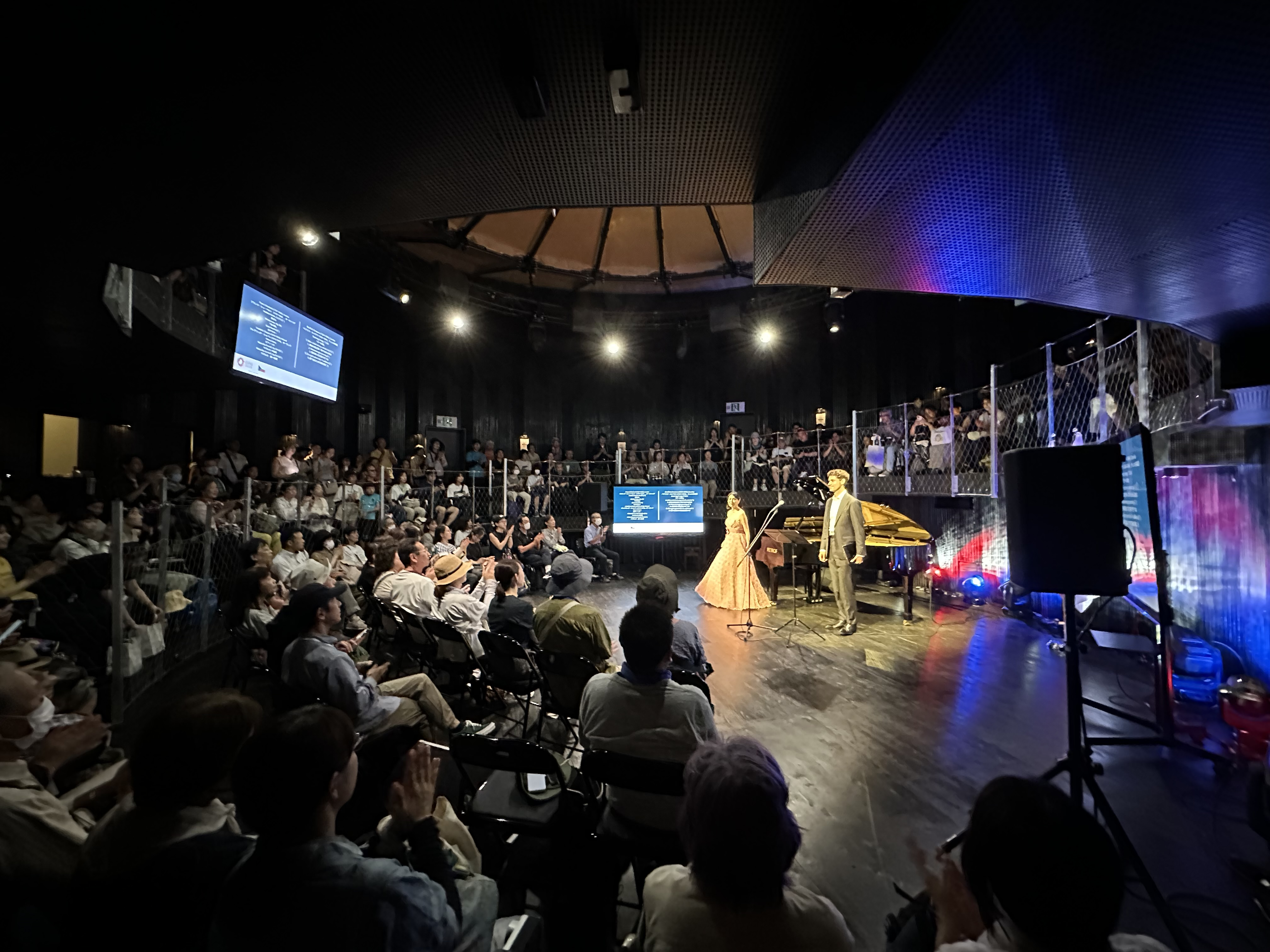
Vystoupení Martina Vydry a Yoshimi Kawamury
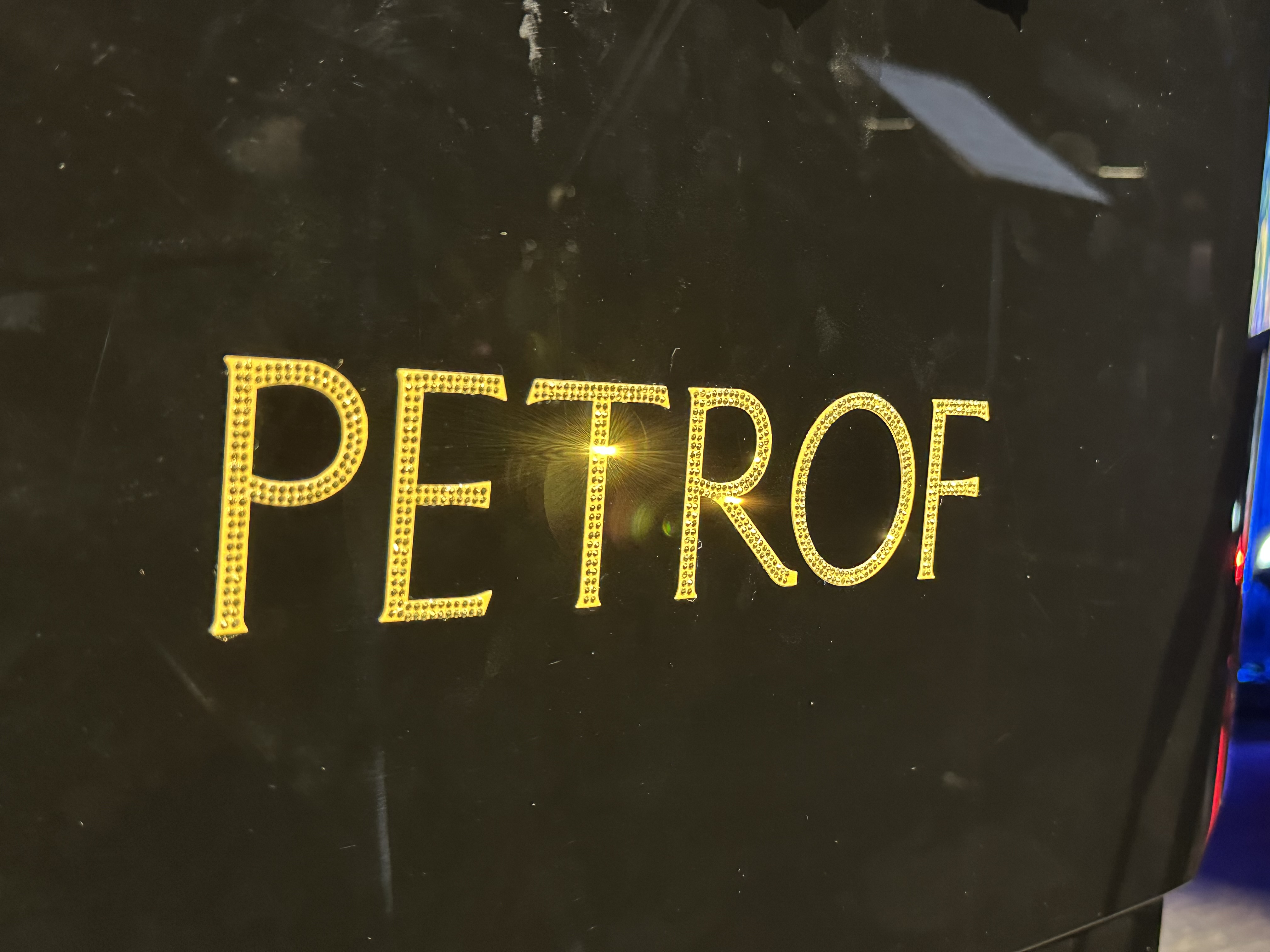
Nápis Petrof na klavíru ozdobený českými krystaly
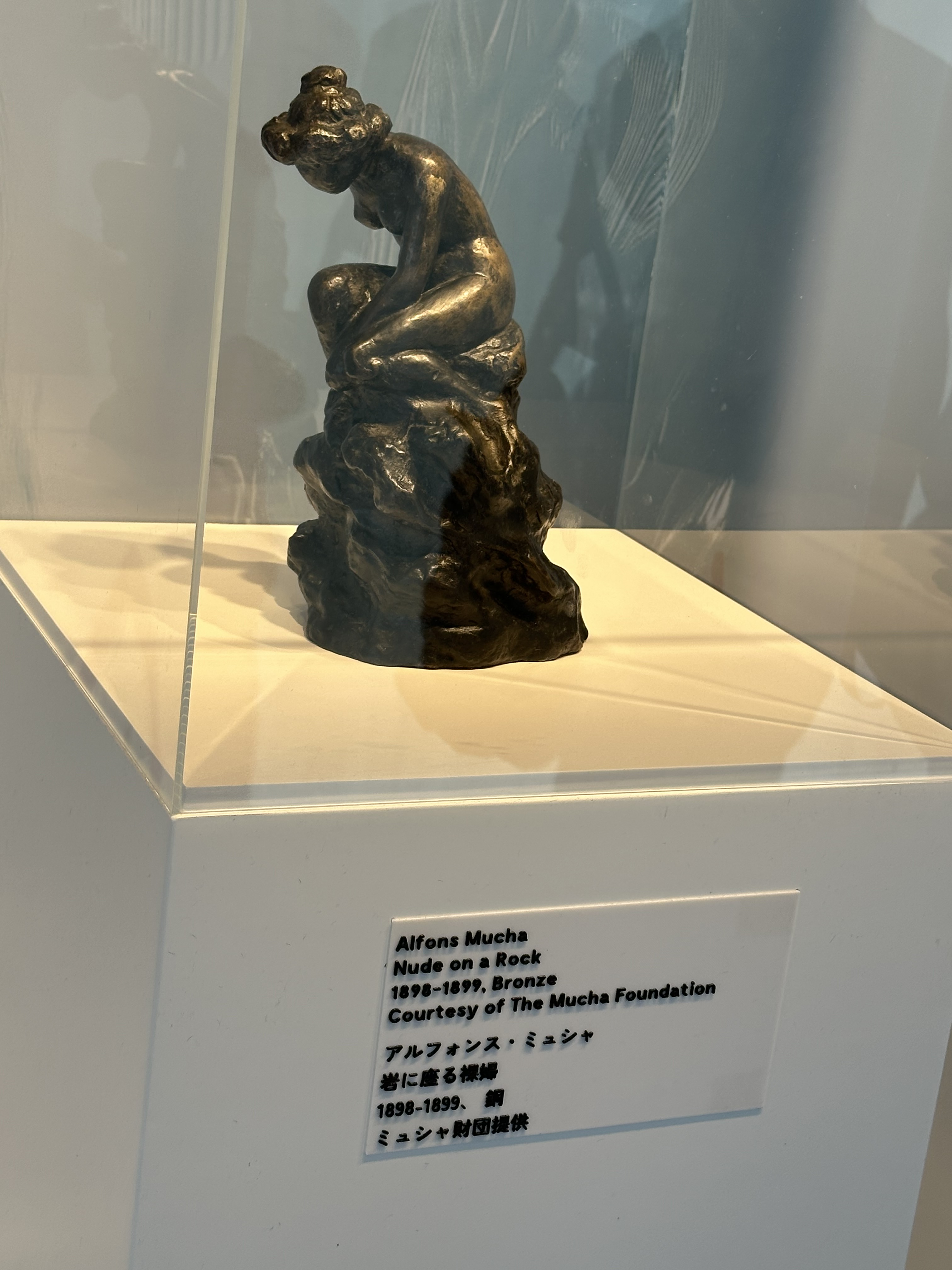
Originál sochy od Alfonse Muchy
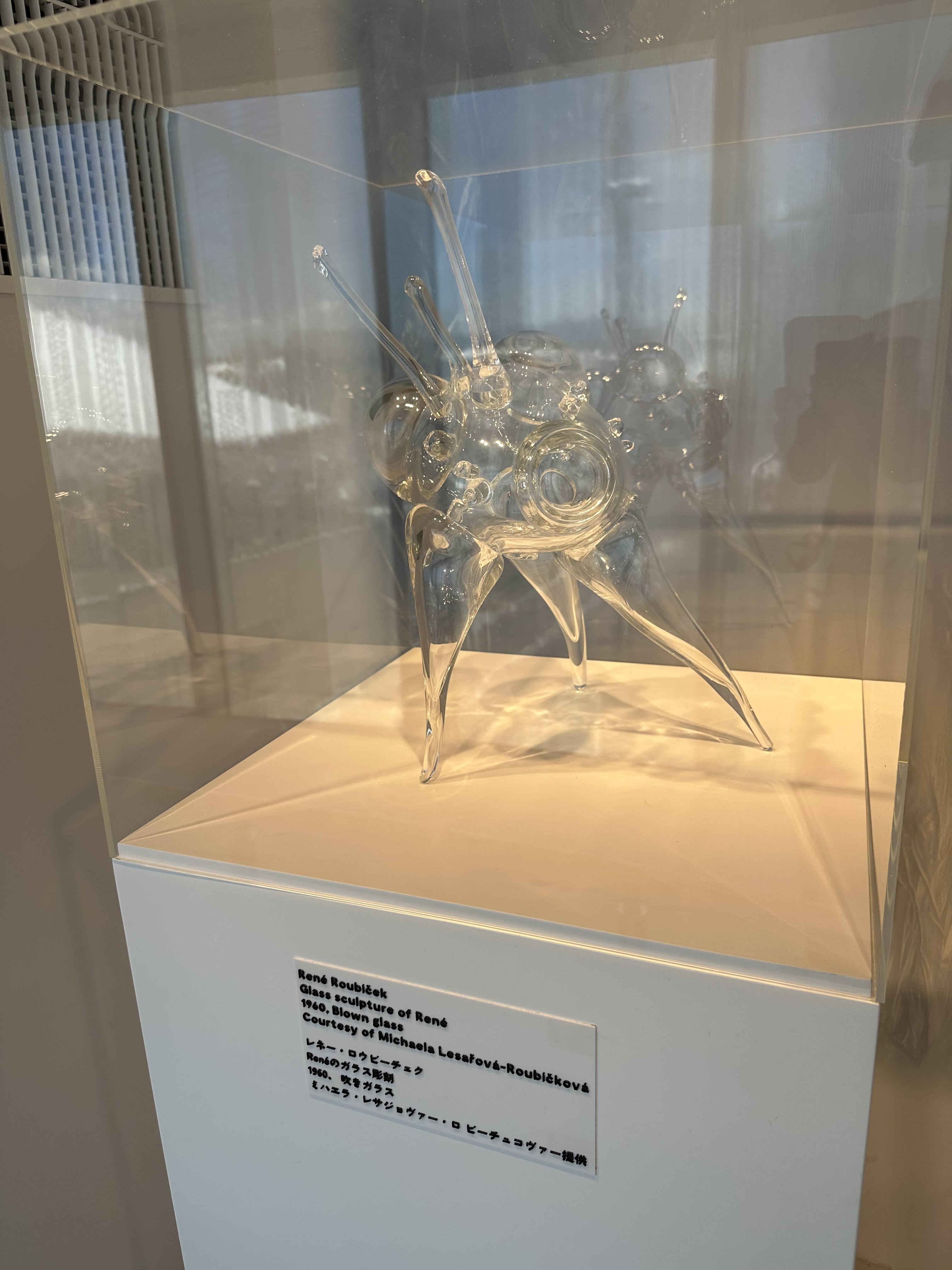
Originál sochy Marťana (Reného) - maskota české účasti
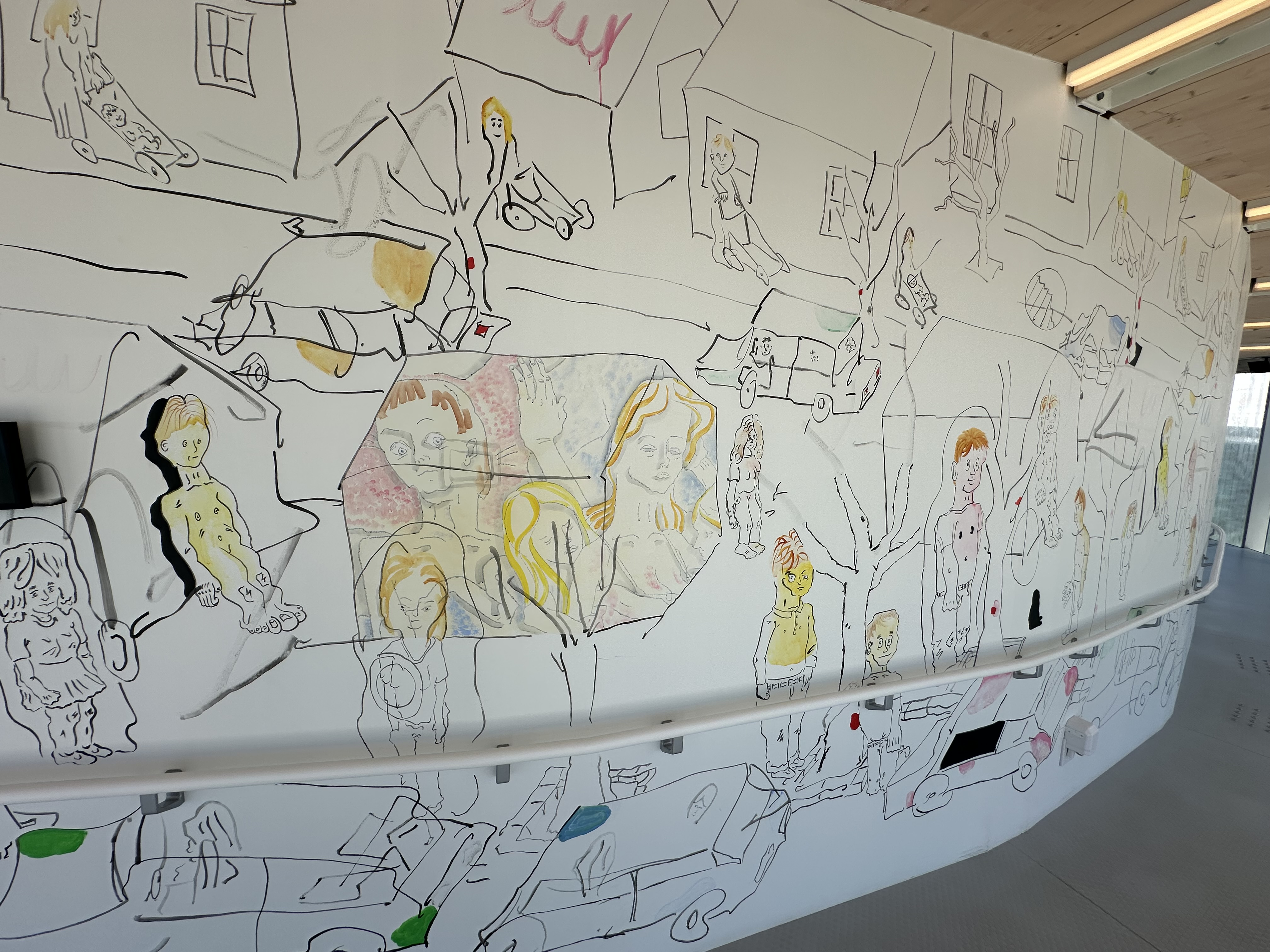
Výzdoba od Jakuba Matušky aka Maskera
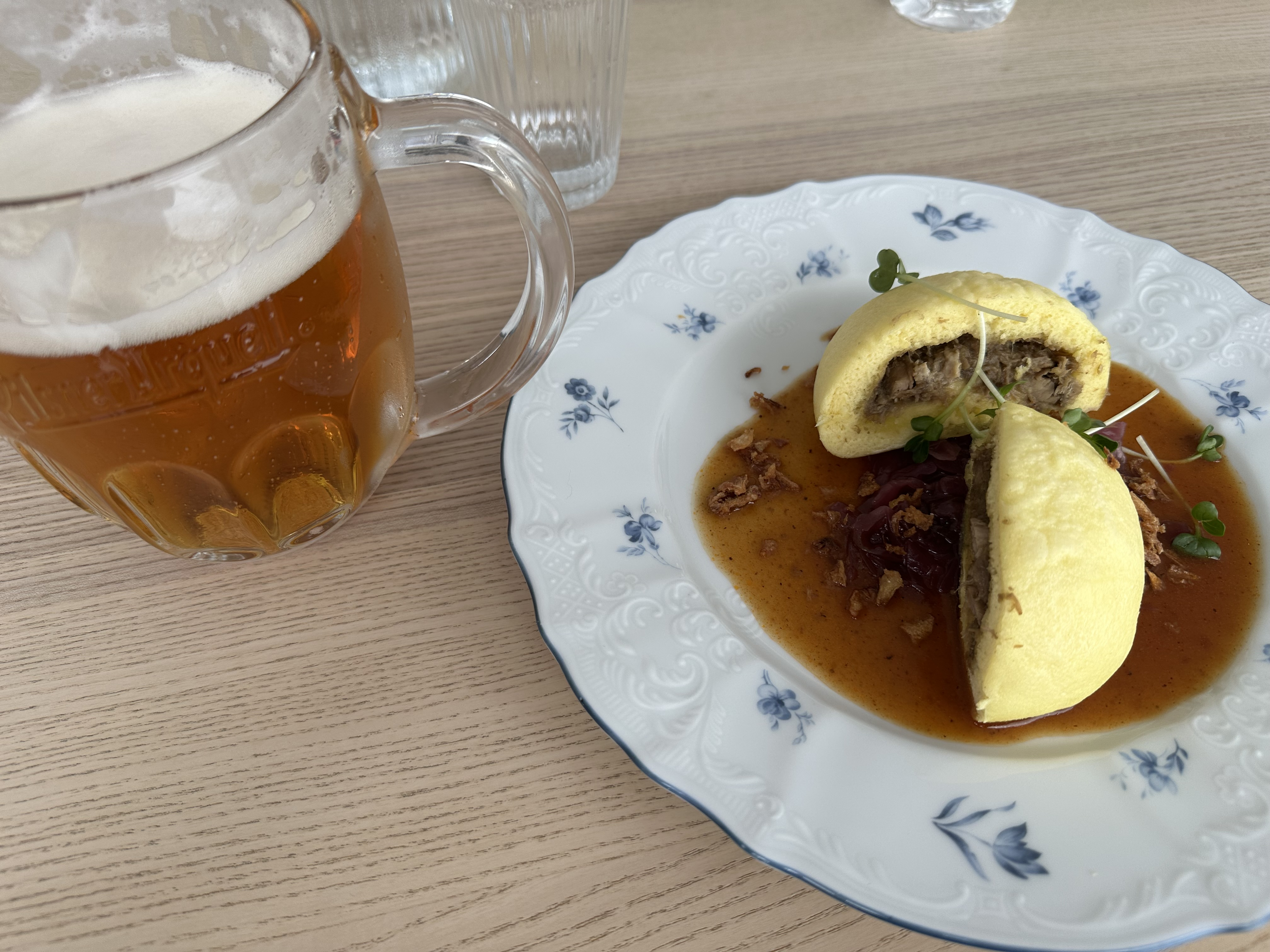
Pití a jídlo
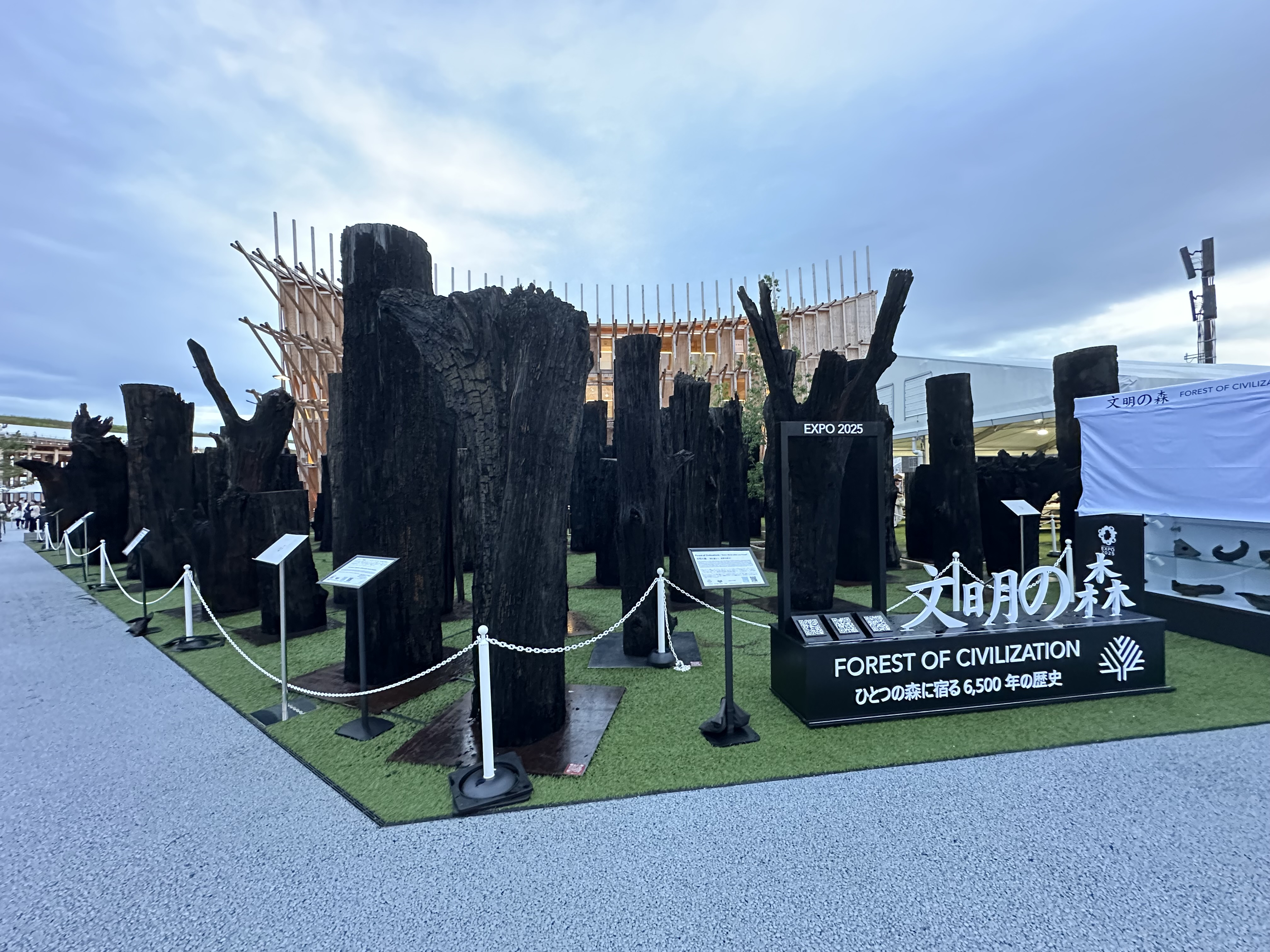
Les civilizací
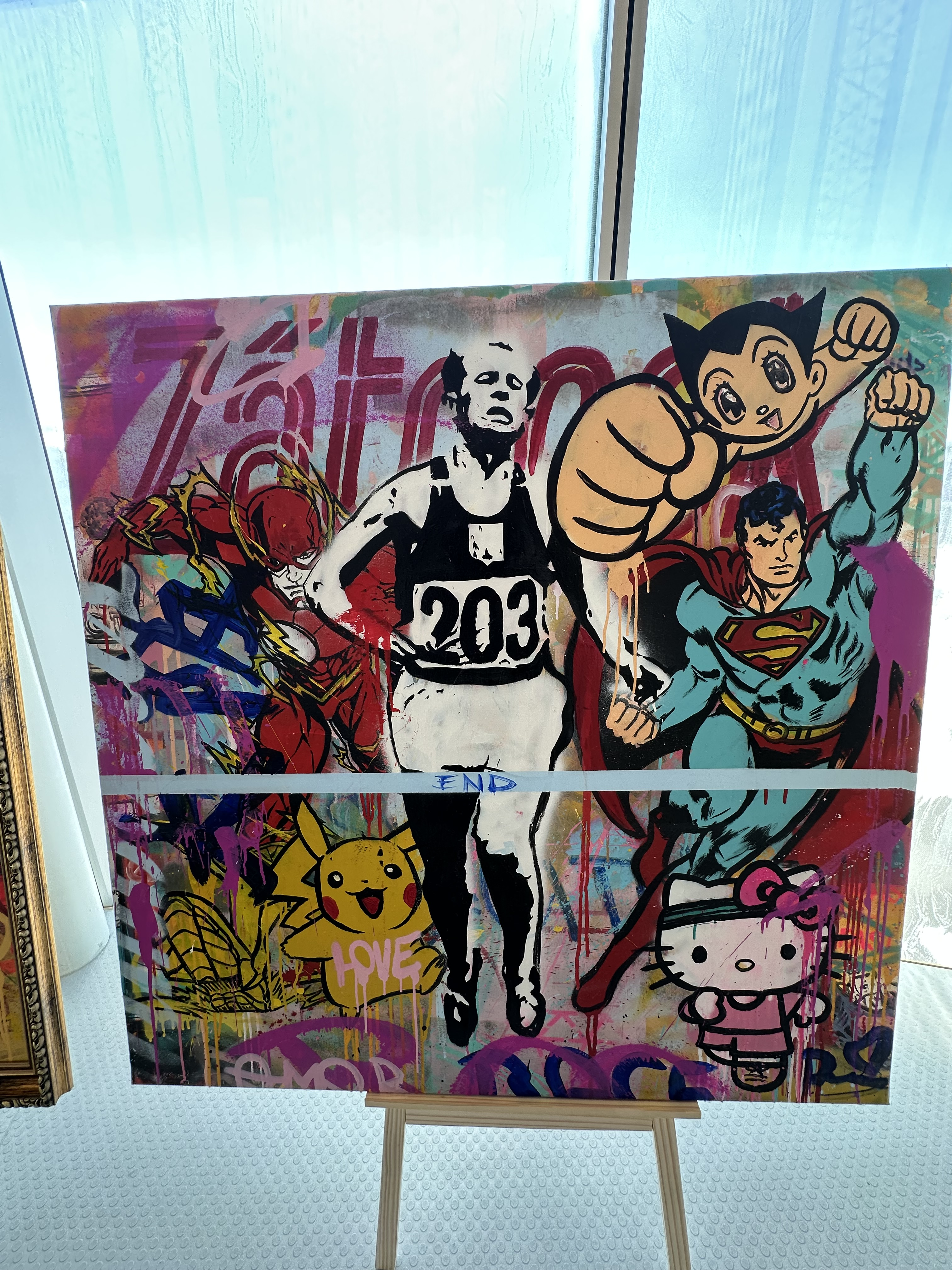
Obraz od Josefa Rataje
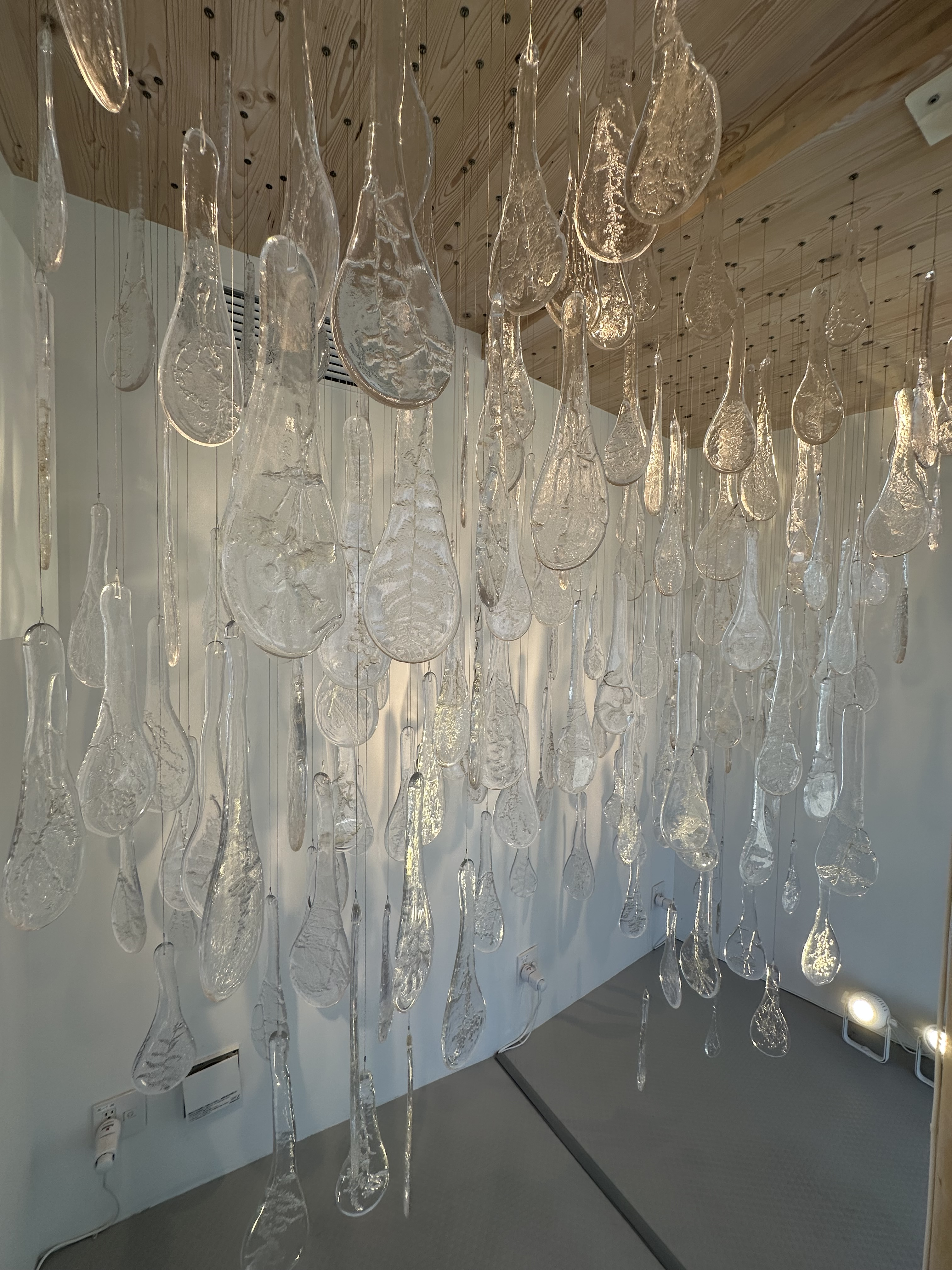
LASVIT Herbarium Mockup